# 公西葴

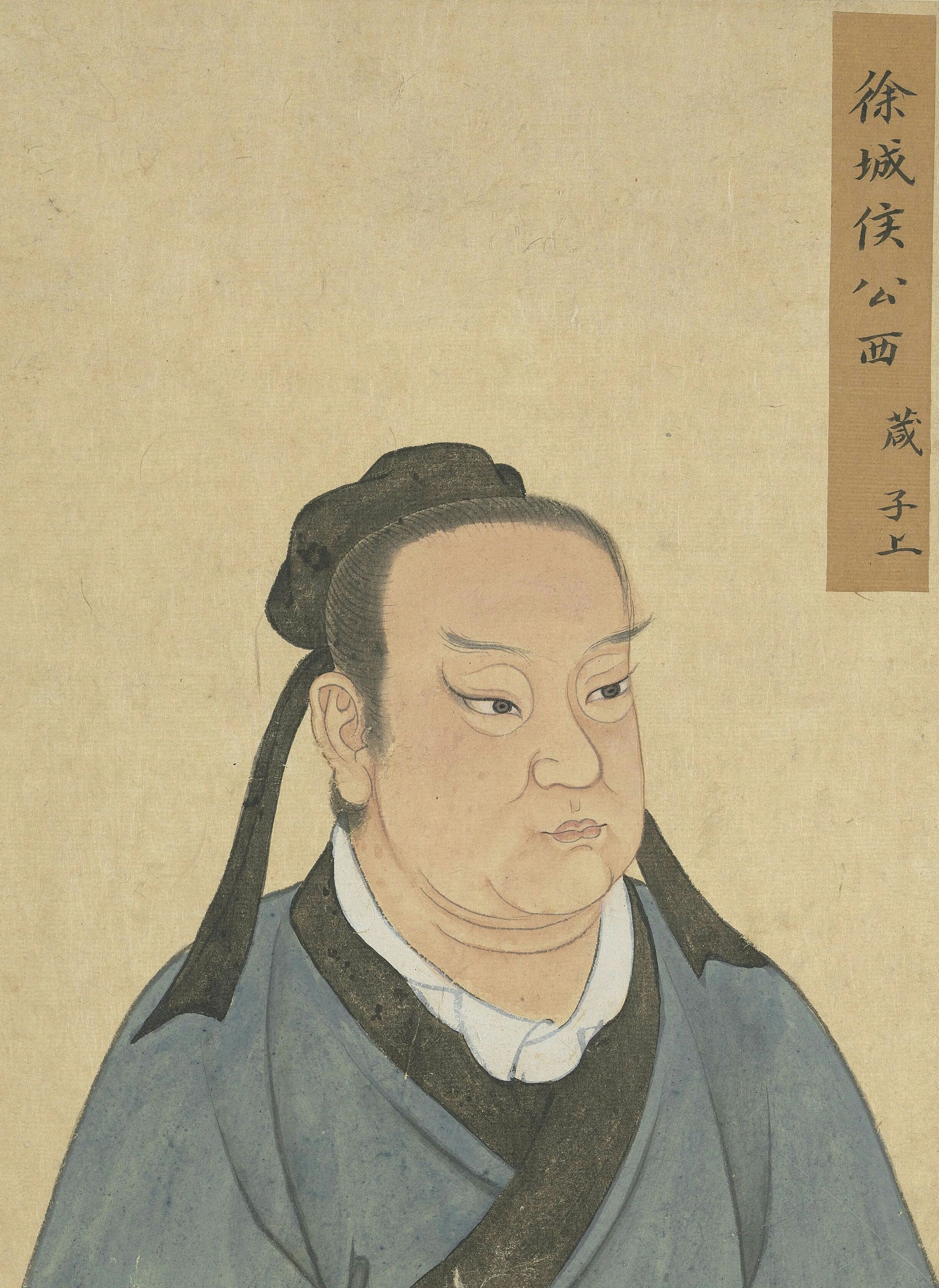
公西葴

公西蒧（？—？），字子上，《史记索隐》作公西箴，《孔子家语·弟子解》作公西减，字子尚。春秋时期鲁国人。孔子弟子。

## 生平
公西蒧生卒和事迹不详。

## 歷代追封
- 漢明帝永平十五年（72年）從祀孔廟。
- 唐玄宗開元二十七年（739年）封祝阿伯。
- 宋真宗大中祥符二年（1009年）封徐城侯。
- 明世宗嘉靖九年（1530年）封先賢公西子。
- 猗尔子上，鲁邦之望。以德则贵，惟道是唱。师聪师明，友直友谅。伯于祝阿，儒风斯畅。